# Dweir Ruslan
Dweir Ruslan (tiếng Ả Rập: دوير رسلان) là một ngôi làng Syria ở quận Duraykish thuộc tỉnh Tartous. Theo Cục Thống kê Trung ương Syria (CBS), Dweir Ruslan có dân số 4.440 trong cuộc điều tra dân số năm 2004.